# Банк Ганы
Банк Ганы (англ. Bank of Ghana) — центральный банк Ганы.

## История
В 1913 году в Лондоне создан Западно-Африканский валютный совет (West African Currency Board), осуществлявший выпуск западноафриканского фунта — общей валюты британских колоний в Западной Африке.
4 марта 1957 года учреждён Банк Ганы, начавший операции 1 августа того же года.